# 2020년 하계 올림픽 오스트레일리아 선수단
오스트레일리아는 2021년 7월 23일부터 8월 8일까지 일본 도쿄에서 열린 제32회 하계 올림픽에 참가했다.
원래 2020년 7월 24일부터 8월 9일까지 열릴 예정이었던 올림픽은 코로나19 범유행으로 인해 2021년 7월 23일부터 8월 8일로 연기되었다. 오스트레일리아는 영국, 프랑스, 그리스, 스위스와 함께 현대 하계 올림픽 때마다 선수단을 파견한 5개 국가 중 하나이다.
공식 연기 이전에 국가는 처음에 코로나바이러스 전염병 우려로 인해 올림픽에서 탈퇴했다. 오스트레일리아 올림픽 위원회(Australian Olympic Committee) 집행위원회는 선수들에게 연기된 올림픽을 준비하라고 만장일치로 결정했다.
오스트레일리아는 야구, 펜싱, 핸드볼, 레슬링을 제외한 모든 스포츠에 참가했다.
오스트레일리아는 46개의 메달을 획득하고 은메달 7개, 동메달 22개와 함께 2004년 아테네 대회 최고 성적에 해당하는 금메달 17개를 획득하며 도쿄를 떠났다.

## 출전 선수
| 종목           | 남자 | 여자 | 전체 |
| -------------- | ---- | ---- | ---- |
| 양궁           | 3    | 1    | 4    |
| 아티스틱스위밍 | 빈칸 | 8    | 8    |
| 육상           | 28   | 35   | 63   |
| 배드민턴       | 1    | 3    | 4    |
| 농구           | 12   | 12   | 24   |
| 복싱           | 3    | 2    | 5    |
| 카누           | 8    | 9    | 17   |
| 사이클         | 15   | 14   | 29   |
| 다이빙         | 3    | 4    | 7    |
| 승마           | 4    | 5    | 9    |
| 하키           | 18   | 18   | 36   |
| 축구           | 22   | 22   | 44   |
| 골프           | 2    | 2    | 4    |
| 체조           | 2    | 9    | 11   |
| 유도           | 1    | 2    | 3    |
| 가라테         | 1    | 0    | 1    |
| 근대5종        | 1    | 1    | 2    |
| 조정           | 20   | 18   | 38   |
| 럭비           | 12   | 12   | 24   |
| 요트           | 7    | 6    | 13   |
| 사격           | 8    | 7    | 15   |
| 스케이트보드   | 3    | 2    | 5    |
| 소프트볼       | 빈칸 | 15   | 15   |
| 스포츠클라이밍 | 1    | 1    | 2    |
| 서핑           | 2    | 2    | 4    |
| 수영           | 18   | 19   | 37   |
| 탁구           | 3    | 3    | 6    |
| 태권도         | 2    | 2    | 4    |
| 테니스         | 5    | 5    | 10   |
| 트라이애슬론   | 3    | 3    | 6    |
| 배구           | 2    | 2    | 4    |
| 수구           | 13   | 13   | 26   |
| 역도           | 2    | 3    | 5    |
| 전체           | 225  | 259  | 484  |

## 같이 보기
- 올림픽 오스트레일리아 선수단